# Adolph Ochs
Adolph Ochs (Cincinnati, 12 de março de 1858 – Chattanooga, 8 de abril de 1935) foi um editor de jornal americano e ex-proprietário do The New York Times e The Chattanooga Times (agora Chattanooga Times Free Press).

## Vida
Nasceu em 1858 nos Estados Unidos. Começou como jornaleiro, tornando-se depois boy, aprendiz impressor, compositor tipográfico e, por fim, editor. Em 1878, aos 20 anos, adquiriu o Chattanooga Times e o transformou num dos mais importantes jornais americanos. Em 1896 obteve o controle do New York Times, então em má situação financeira. Dos 9 000 exemplares que vendia nessa época passou a vender 466 000 diariamente e 730 000 aos domingos em 1934.